# Christina Lake, Alberta
Christina Lake är en sjö i Kanada.   Den ligger i provinsen Alberta, i den centrala delen av landet, 2 700 km väster om huvudstaden Ottawa. Christina Lake ligger 557 meter över havet.
I omgivningarna runt Christina Lake växer i huvudsak barrskog. Trakten runt Christina Lake är nära nog obefolkad, med mindre än två invånare per kvadratkilometer.